# اوژن فرومنتن
اوژن فرومنتن (به فرانسوی: Eugène Fromentin) نویسنده و نقاش قرن نوزدهم میلادی اهل فرانسه بود.